# Grammodes somaliensis
Grammodes somaliensis är en fjärilsart som beskrevs av Emilio Berio 1956. Grammodes somaliensis ingår i släktet Grammodes och familjen nattflyn. Inga underarter finns listade i Catalogue of Life.